# Antonio Fernández Molina
Antonio Fernández Molina (Alcázar de San Juan, 1927-Zaragoza, 2005) fue poeta, narrador, ensayista, traductor, dramaturgo, crítico de arte y artista. 

## Biografía
Abandonó su trabajo de maestro para dedicarse por completo a la literatura y al arte. Vinculado al postismo, Antonio Fernández Molina fue secretario de redacción de la revista Papeles de son Armadans, dirigida por Camilo José Cela en Mallorca. Realizó una singular obra tanto en narrativa (Un caracol en la cocina, El león recién salido de la peluquería o En Cejunta y Gamud), como en poesía (recopilada en tres tomos de Poesías completas), sin olvidar el teatro y el ensayo (donde destacó con obras sobre la generación del 98, sobre Salvador Dalí o sobre la obra literaria de Pablo Picasso). También llevó a cabo una extensa obra como artista plástico, en la que destacaba su particular sentido del color.
Trabó muy buena amistad con Miguel Labordeta, lo que le decidió a instalarse en Zaragoza, donde desarrolló buena parte de su obra. En Zaragoza conoció a Carlos Sierra Pérez, al cual ayudó en buena parte a su revista Laberinto. Tras el fallecimiento de Antonio Fernández Molina, Carlos Sierra propuso la creación del Centro Cívico A. F. Molina en la localidad zaragozana de Alagón. Hoy día el Centro es un lugar activo donde se crean constantes exposiciones y presentaciones literarias.
El león recién salido de la peluquería es su novela más conocida, publicada en 1971 por Seix-Barral. Narración aparentemente realista, pero que luego entra en una senda de surrealismo indiscutible, presenta el noviazgo, tan repentino en su arranque como extraño en su desarrollo, de Malva y Juan, dos jóvenes que se conocen por casualidad en el autocar que les conduce a un pueblecito de una Castilla onírica. En ocasiones, presenta rasgos de humor muy notables.
Fue propuesto como candidato al Premio Príncipe de Asturias de las Letras y es hijo predilecto de Alcázar de San Juan, su localidad natal.
En el plano familiar, se casó con Josefa Echeverría, natural de Casa de Uceda, donde Antonio Fernández Molina vivió unos años durante la guerra civil y donde sería enterrado posteriormente. En esta localidad, se puede encontrar una escultura homenaje en el exterior de la parte posterior de la Iglesia de San Bartolomé con vistas a las eras. Juntos, criarían a seis hijas. Falleció en marzo de 2005 en Zaragoza.